# Якименко Юрій Іванович
Якименко Юрій Іванович (20 березня 1945, Київ) — український вчений в галузі електроніки та мікроелектроніки, педагог. Доктор технічних наук, професор. Академік Національної академії наук України. Заслужений діяч науки і техніки України, лауреат Державної премії України в галузі науки і техніки. Перший проректор Національного технічного університету України «Київський політехнічний інститут імені Ігоря Сікорського».

## Життєпис
Юрій Іванович Якименко народився 20 березня 1945 року в м. Київ. У 1968 році закінчив з відзнакою факультет радіоелектроніки Київського політехнічного інституту і вступив до аспірантури.
З 1972 року працює в НТУУ «КПІ», спочатку асистентом, потім доцентом, професором. Очолював факультет електронної техніки, з 1985 року завідує кафедрою мікроелектроніки.
У 1995 році заснував і очолив Науково-дослідний інститут прикладної електроніки (з 2016 р. – НДІ електроніки та мікросистемної техніки). Нині це  одна з провідних вітчизняних організацій в галузі розробки електронних компонентів, приладів і систем для енергетики, що реалізуються на вітчизняній технологічній базі та є конкурентоздатними на світових ринках. Це високочутливі датчики, високоефективні фотоперетворювачі енергії, сонячні автономні системи електроживлення, силові промислові електронні системи та інше.
У 1992 році Ю.І.Якименко обраний першим проректором Національного технічного університету України «Київський політехнічний інститут».
Науковець є членом Комітету з Державних премій України у галузі науки і техніки, заступником голови постійно діючої Ради з розвитку електроніки при Голові Верховної Ради України, членом Державної акредитаційної комісії України, заступником голови Державної акредитаційної комісії України, головою експертної ради ВАК з електроніки, радіотехніки і телекомунікацій.

## Наукова діяльність
Ю. І. Якименко зробив вагомий внесок у розвиток вітчизняної електроніки та інформатики, підготовку висококваліфікованих фахівців для цієї галузі. Він створив наукову школу "Мікро і наноелектронні системи", яка займається розробкою п'єзо- та сегнетоелектричних приладів, електронних компонентів і систем для енергетики, здійснив фундаментальні розробки нового класу мікрохвильових компонентів, інформаційних систем і мереж.
Є автором понад 250 наукових праць, серед яких — 12 монографій та 15 підручників, має 30 авторських свідоцтв та патентів. Під його науковим керівництвом захищено 1 докторську та 12 кандидатських дисертацій.
Ю. І. Якименко є членом Міжнародної академії наук вищої школи, Почесним членом Американського інституту інженерів електротехніки та електроніки IEEE, координатором міжнародного проекту створення національної інформаційно-комп'ютерної мережі навчальних і наукових закладів, експертом з наукових і освітніх програм комісії Європейського Співтовариства. Викладав у навчальних закладах США, Канади, Німеччини, Франції, Бельгії.
Обіймає посаду головного редактора науково-технічного журналу «Мікросистеми, Електроніка та Акустика», є членом редакційних колегій або рад наукових часописів «Наукові вісті Національного технічного університету України „Київський політехнічний інститут“» і «Управляющие системы и машины».

## Нагороди
- Орден Дружби народів (1987)
- Орден «За заслуги» 3-х ступенів (1998,2007,2013)
- Державні премії України в галузі науки і техніки (1987, 2003)
- Кавалер і офіцер французького Ордена Академічних пальм (2015, 2019)
- Академічна премія ім. І. М. Францевича (1995)
- Премія НАН України ім. С. О. Лебедєва (2001)

## Праці
- Aluminum oxynitride dielectric films prepared by reactive sputtering / A. Borisova, A. Machulyansky, M. Rodionov, V. Smilyk, Y. Yakimenko // Electronics and Communications : научно-технический журнал. – 2015. – Т. 20, № 3(86). – С. 31–36. – Библиогр.: 13 назв.
- Borisova A. Analysis of Metal-dielectric Nanocomposite Coatings with Ferromagnetic Inclusions for Electromagnetic Protection of Electronic Devices / A. Borisova, A. Machulyansky, Y. Yakimenko // Electronics and Communications : научно-технический журнал. – 2014. – Т. 19, № 4(81). – С. 23–27. –  Библиогр.:  9 назв.
- Poplavko Y. M. Pyroelectric Response of Strain Limited III-V Semiconductor / Y. M. Poplavko, Y. I. Yakimenko // Electronics and Communications : научно-технический журнал. – 2013. – № 6(77). – С. 9–15. – Библиогр.:  4 назв.
- An electrode-free method of characterizing the microwave dielectric properties of high-permittivity thin films / V. Bovtun, V. Pashkov, M. Kempa, S. Kamba, A. Eremenko, V. Molchanov, Y. Poplavko, Y. Yakymenko, JH. Lee, DG. Schlom // Journal of Applied Physics. –2011. – Vol. 109. – 024106. – P. 1–6.
- Broad-band dielectric response of PbMg 1/3 Nb 2/3 O 3 relaxor ferroelectrics: Single crystals, ceramics and thin films / V. Bovtun, S. Veljko, S. Kamba, J. Petzelt, S. Vakhrushev, Y. Yakymenko, K. Brinkman, N. Setter // Journal of the European Ceramic Society. – 2006. – Т. 26, №14. – С. 2867-2875.
- Радіаційна стійкість кремнієвого фотоперетворювача / А. В. Гетьман, А. В. Гетьман, А. В. Іващук, М. С. Фадєєв, Ю. І. Якименко // Electronics and Communications : научно-технический журнал. – 2015. – Т. 20, № 2(85). – С. 23–26. – Бібілограф.: 5 назв.
- Преобразование солнечной энергии с использованием комбинации фотоэлектрических преобразователей с базовыми слоями CdTe и CuInSe2 / Г.С. Хрипунов, Е.И. Сокол, Ю.И. Якименко, А.В. Мериуц, А.В. Иващук, Т.Н. Шелест // Физика и техника полупроводников. – 2014. –  Т. 48, Вып. 12. – Библиограф.: 9 назв
- Сучасний комплекс безпеки та моніторингу для автоматизованої системи управління будинком / А. І. Зазерін, А. Т. Орлов, О. В. Богдан, В. О. Ульянова, Ю. І. Якименко // Енергетика: економіка, технології, екологія : науковий журнал. – 2015. – № 4 (42). – С. 20–25. – Бібліогр.: 5 назв.
- Smart системи як одна із основних складових сталого розвитку енергетики / Ю. І. Якименко, В. В. Прокопенко, С. П. Денисюк, О. М. Закладний // Енергетика: економіка, технології, екологія : науковий журнал. – 2012. – № 1(30). – С. 4–13. – Бібліогр.: 19 назв.
- Основи наноелектроніки: у 2-х книгах. Книга 2: Матеріали і наноелектронні технології [Електронний ресурс] : підручник / Ю. І. Якименко, Д. М. Заячук, В. М. Співак, А. Т. Орлов [та ін.] ; НТУУ «КПІ ім. Ігоря Сікорського». – Електронні текстові данні (1 файл: 9,39 Мбайт). – Київ : НТУУ «КПІ ім. Ігоря Сікорського», 2016. – 343 с.